# Pseudotocepheus foveolatus
Pseudotocepheus foveolatus är en kvalsterart som beskrevs av Hammer 1966. Pseudotocepheus foveolatus ingår i släktet Pseudotocepheus och familjen Tetracondylidae. Inga underarter finns listade i Catalogue of Life.